# Creepie
Creepie (Growing Up Creepie) est une série télévisée d'animation américaine en 26 épisodes de 22 minutes (52 segments de 11 minutes) produite par Taffy Entertainment, Mike Young Productions (en), Cookie Jar Entertainment et Discovery Kids Originals, et diffusée entre le 9 septembre 2006 et le 21 juin 2008 sur Discovery Kids et au Canada à partir du 1er janvier 2008 sur YTV.
En France, la série a été diffusée à partir du 8 novembre 2007 au 30 août 2009  sur Nickelodeon et rediffusée sur Gulli du 30 août 2008 au 2 juillet 2010.

## Synopsis
Alors qu'elle était bébé, Creepie est laissée sur le seuil d'une maison abandonnée. Les insectes qui occupent la maison décident alors de s'en occuper et l'élèvent comme une des leurs. Mais lorsqu'elle devient suffisamment grande pour aller à l'école, Creepie doit apprendre à vivre avec les autres humains tout en gardant secret sa vie à la maison pour se protéger, elle et sa « famille ».

## Voix françaises
- Véronique Fyon : Creepie
- Béatrice Wegnez : Chris-Alice
- Pierre Bodson : Vinnie le moustique (père adoptif de Creepie)
- Jean-Pierre Denuit : Pauly
- Benoît Van Dorslaer : Gnat
- Monique Clémont : Mme Montserrat
- Xavier Percy : Budge
- Marc Weiss : Harry, Skipper / Garçon-Tarentule
- Laurent Van Wetter : Dr Pappas
- Laurence César : Caroleena (mère adoptif de Creepie)
- Marielle Ostrowski : Carla
- Nathalie Stas : Mélanie
- Martin Spinhayer : le père de Chris-Alice
- Christophe Hespel
- Tony Beck

- Version française
  - Studio de doublage : Faire Play [2]
  - Direction artistique : Xavier Percy
  - Adaptation : Anne Goldstein, Laurence Crouzet et P.Loko

## Épisodes
1. Un poème éloquent
2. Creepie rencontre Tarantula
3. L'expédition
4. La dissection
5. La collecte du sang
6. La nuit de l'épouvante
7. Grenouilles contre libellules
8. L'attaque des guêpes-zombies
9. Le mystérieux papillon de nuit
10. La légende de Gina Soulierouge
11. Motel Cafardon
12. La petite serre des horreurs
13. Un terrain miné
14. Maman sous verre
15. Pas facile d'avoir des amis !
16. Le musée de cire
17. Le cafard sans tête
18. Invasion de locustes
19. Poupée vivante
20. Opération monarques en liberté
21. Appâts en tout genre
22. Le passe-temps
23. Un caméléon à la maison
24. Le déménagement
25. Un jour peu ordinaire
26. Le fantôme du théâtre
27. Dépoussiérage
28. Scorpiophobie
29. La fabrique de bonbons
30. L'insecte préhistorique
31. Qui a peur des papillons de nuit ?
32. La revanche des punaises d'eau
33. La potion du docteur Pappas
34. L'espace spatial spécial Bowl
35. Cauchemar électrique
36. La malédiction de la momie
37. Mon denchanté de l'hiver
38. Le mille-pattes Mutant toxique
39. Neige noire
40. La malédiction de la plage aux eaux sombres
41. La cornemuse hantée
42. Les guêpes jaunes sèment la terreur
43. Le retour du garçon Tarentule
44. Les cafards du président
45. Cercles des céréales
46. Creepie fait du babysitting
47. L'histoire de Creepie
48. Victime de la mode
49. Une reine trop mielleuse
50. L'île hantée du lagon Tiki
51. L'épouvantable épouvantail
52. La nuit de tante Rose

## Commentaires
Le générique français de Creepie (Drôle de Creepie) a été écrit par Mylène Farmer, composé par Laurent Boutonnat, et interprété par Lisa (en).